# Valladolid (provincie)
Valladolid is een provincie van Spanje en maakt deel uit van de regio Castilië en León. De provincie heeft een oppervlakte van 8110 km². De provincie telde 519.380 inwoners in 2021 verdeeld over 225 gemeenten. Er waren in 2004 182 gemeenten met minder dan 1000 inwoners.
Hoofdstad van Valladolid is Valladolid.

## Bestuurlijke indeling
De provincie Valladolid bestaat uit 8 comarca's die op hun beurt uit gemeenten bestaan. De comarca's van Valladolid zijn:
- Tierra de Campos
- Páramos del Esgueva
- Tierra de Pinares
- Campo de Peñafiel
- Montes Torozos
- Campiña del Pisuerga
- Tierra del Vino
- Tierra de Medina

Zie voor de gemeenten in Valladolid de lijst van gemeenten in provincie Valladolid.

## Demografische ontwikkeling
Bron: INE
Opm: Bevolkingscijfers in duizendtallen
Ávila · Burgos · León · Palencia · Salamanca · Segovia · Soria · Valladolid · Zamora